# Vacognes-Neuilly
Vacognes-Neuilly é uma comuna francesa na região administrativa de Normandia, no departamento de Calvados. Estende-se por uma área de 7,9 km². Em 2010 a comuna tinha 638 habitantes (densidade: 80,8 hab./km²).